# Microtus daghestanicus
Microtus daghestanicus là một loài động vật có vú trong họ Cricetidae, bộ Gặm nhấm. Loài này được Shidlovsky mô tả năm 1919.